# Route 514 (Terre-Neuve-et-Labrador)
Pour les articles homonymes, voir Route 514.
La route 514 est une route provinciale tertiaire de la province canadienne de Terre-Neuve-et-Labrador située dans l'est du Labrador. D'orientation ouest-est, elle relie la route 510 aux villages de Charlottetown et de Pinsent's Arm, et ce, sur une distance de 50 kilomètres. Elle est une route très faiblement empruntée et son revêtement est constitué de gravier sur l'entièreté de son tracé. Elle est située à environ 310 kilomètres de route au nord de Blanc-Sablon, au Québec.

## Communautés traversées
- Charlottetown
- Pinsent's Arm